# جيس بايك
جيس بايك (بالإنجليزية: Jess Pike)‏ هو لاعب كرة قاعدة أمريكي، ولد في 31 يوليو 1915 في دوستين في الولايات المتحدة، وتوفي في 28 مارس 1984 في سان دييغو في الولايات المتحدة.

## وصلات خارجية
- جيس بايك على موقعبيزبول رفرنس.كوم (الدوري الرئيسي) (الإنجليزية)
- جيس بايك على موقعبيزبول رفرنس.كوم (الدوري الثانوي) (الإنجليزية)